# Тихомир
Вижте пояснителната страница за други значения на Тихомир.
Тихомѝр e славянско мъжко име, произлизащо от славянските думи „тих“ и „мир“. Името е давано като нарицателно да бъде носещият го в мир, в спокойствие като разположение на духа. Името има много стар произход и е разпространено с различна популярност през вековете сред всички славянски народи.
Тихомир, Тихомира празнуват имен ден на 4 януари. На тази дата православната църква почита Събор на 70-те апостоли, което означава общо празнуване. Освен познатите 12 апостоли, Христос има и други — 70, които също изпращал на проповед. След възкресението на Христа ведно с дванадесетте апостоли и те се разпръснали по света да проповядват и са страдали за Исус.